# Sauber C18
La Sauber C18 è la vettura con cui il team di Peter Sauber ha partecipato al mondiale 1999 di Formula 1. Progettata ancora da Leo Ress, era munita del motore Ferrari del 1998 (lo 047), rimarchiato Petronas 03A. Fu riconfermato Jean Alesi come prima guida della squadra, dopo i buoni risultati dell'anno precedente, mentre Johnny Herbert cambiò scuderia e andò alla Stewart, venendo sostituito da Pedro Diniz.
La stagione si rivelò, però, alquanto deludente e la C18 fu la monoposto meno affidabile di tutto il campionato, essendo riuscita a giungere al traguardo appena 11 volte su 16 Gran Premi.

## La vettura

### Caratteristiche tecniche
La C18 era l'evoluzione della vettura che l'aveva preceduta e portava poche novità rispetto alla precedente: vennero modificate le fiancate, che assunsero una linea simmetrica,, e la paratie laterali dell'alettone anteriore; l'ala posteriore venne invece raccordata alla scocca tramite due bracci che si ancoravano alla parte centrale delle pance, riprendendo la soluzione già adottata da molti team dal 1995 al 1997. Le sospensioni anteriori invece ripresero lo schema introdotto dalla McLaren. I deflettori, inizialmente molto grandi ed estesi, finirono via via per snellirsi, ma, a causa della loro forma, doveva essere installata sotto ognuno di questi una proiezione.
La causa, però, della mancanza di affidabilità della monoposto svizzera era dovuto al cambio, soprattutto per la posizione arretrata della frizione.
Inalterate rispetto alla C17 il musetto e gran parte dell'aerodinamica.

## La stagione

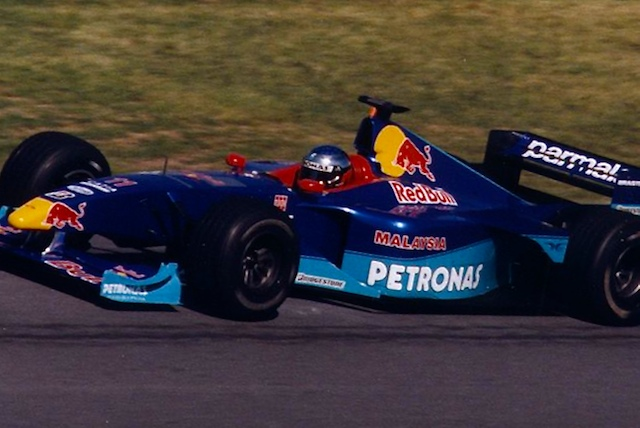
Jean Alesi impegnato alla guida della C18 al Gran Premio del Canada 1999.

Le attese per la nuova stagione, che prospettavano un ulteriore miglioramento nella classifica costruttori per la squadra svizzera, non furono rispettate: il team infatti raccolse appena 5 punti, tutti solo con dei sesti posti; 2 punti furono raccolti da Jean Alesi a Imola e nell'ultimo GP dell'anno a Suzuka, con il francese che visse una stagione molto difficile, venendo spesso fermato da problemi assurdi, come in Austria e in Ungheria dove rimase in entrambi i casi senza benzina, spingendolo così ad abbandonare la Sauber a fine anno; proprio Alesi tuttavia fu protagonista degli unici due acuti del team in qualifica, prima in Spagna, dove si qualificò 5°, e poi in Francia, dove, grazie alla forte pioggia del sabato, firmò addirittura il 2º tempo; ben peggiore fu l'annata del compagno di squadra Diniz che riuscì a terminare solamente quattro gare in cui comunque collezionò 3 punti, a Montreal, a Silverstone e in Austria; il brasiliano fu poi protagonista di un clamoroso incidente al via del Gran Premio d'Europa in cui la sua monoposto si cappottò distruggendo il roll-bar e lasciando il pilota intrappolato nell'abitacolo a testa in giù.
Alla fine il team terminò solo 8º in classifica, disputando la sua peggior stagione fino a quel momento.
Così per il 2000 si puntò a migliorare l'affidabilità della vettura. Alesi lasciò la Sauber a fine '99 per andare alla Prost, e al suo posto arrivò Mika Salo, reduce dall'esaltante avventura in Ferrari dove aveva sostituito Michael Schumacher nel suo periodo di infortunio.
Per altro, Salo e Diniz, erano già stati compagni di squadra alla Arrows nel 1998.

## Risultati F1
| Anno | Team                     | Motore               | Gomme | Piloti |     |     |     |     |     |     |     |    |     |     |     |     |     |     |     |    | Punti | Pos. |
| ---- | ------------------------ | -------------------- | ----- | ------ | --- | --- | --- | --- | --- | --- | --- | -- | --- | --- | --- | --- | --- | --- | --- | -- | ----- | ---- |
| 1999 | Red Bull Sauber Petronas | Petronas 03A 3.0 V10 | B     | Alesi  | Rit | Rit | 6   | Rit | Rit | Rit | Rit | 14 | Rit | 8   | 16  | 9   | 9   | Rit | 7   | 6  | 5     | 8º   |
| 1999 | Red Bull Sauber Petronas | Petronas 03A 3.0 V10 | B     | Diniz  | Rit | Rit | Rit | Rit | Rit | 6   | Rit | 6  | 6   | Rit | Rit | Rit | Rit | Rit | Rit | 11 | 5     | 8º   |

| Legenda | 1º posto     | 2º posto | 3º posto    | A punti         | Senza punti/Non class.  | Grassetto – Pole position Corsivo – Giro più veloce |
| Legenda | Squalificato | Ritirato | Non partito | Non qualificato | Solo prove/Terzo pilota | Grassetto – Pole position Corsivo – Giro più veloce |